# Allan Wells
Allan Wipper Wells MBE (* 3. Mai 1952 in Edinburgh) ist ein ehemaliger britischer Leichtathlet und Olympia- und Weltcupsieger.
Wells war zunächst ein Weit- und Dreispringer und konzentrierte sich ab den frühen 1970er Jahren auf die Sprintdistanzen. Bei den Commonwealth Games 1978 gewann er zweimal Gold (200 m, 4 × 100-m-Staffel) und einmal Silber (100 m). Ende der 70er und zu Beginn der 80er Jahre war Wells einer erfolgreichsten Sprinter in Europa. Beim Leichtathletik-Europacup gewann er über 100 m jeweils einmal Gold (1981), Silber (1983) und Bronze (1979) sowie über 200 Meter zweimal Gold (1979, 1983) und einmal Silber (1981).
Wells benutzte nie Startblöcke, bis er durch eine Regeländerung vor den Olympischen Spielen 1980 in Moskau dazu gezwungen wurde. Das starke US-amerikanische Team boykottierte die Spiele, was als Grund angesehen wurde, dass Wells das 100-Meter-Finale erreichte. Wells gewann das Rennen in der vergleichsweise langsamen Zeit von 10,25 s und war der damals älteste 100-Meter-Olympiasieger überhaupt. Diesen Sieg widmete er Eric Liddell, der 1924 Olympiasieger im 400-Meter-Lauf geworden war und wie Wells Schotte war. Über 200 Meter wurde Wells Zweiter, mit der 4-mal-100-Meter-Staffel Vierter.
Wells trat allerdings im gleichen Jahr in Koblenz gegen die besten amerikanischen Sprinter an und siegte mit einer Zeit von 10,19 s unter anderem gegen Stanley Floyd, Mel Lattany, Carl Lewis und Harvey Glance. Auch beim Weltcup 1981 in Rom konnte er sich mit einem Sieg über die 100 Meter und einem zweiten Platz über die 200 Meter erneut gegenüber der amerikanischen Konkurrenz behaupten.
1982 gewann er bei den Commonwealth-Spielen Gold über 100 und 200 Meter. Allerdings konnte Wells nicht mehr mit der Weltspitze mithalten und erreichte bei den Olympischen Spielen 1984 in Los Angeles nur das Halbfinale des 100-Meter-Rennens.